# ISO 3166-2:FI
ISO 3166-2:FI — стандарт Міжнародної організації зі стандартизації, для позначення геокодів. Є частиною стандарту ISO 3166-2, що належать Фінляндії. Стандарт охоплює всі 19-ть областей країни.

## Загальні відомості
Кожен геокод складається з двох частин: коду Alpha2 за стандартом ISO 3166-1 для Фінляндії — FI та додаткового двосимвольного коду регіону, записаних через дефіс. Додатковий код утворений двосимвольним числом. Геокоди адміністративних одиниць є підмножиною коду домену верхнього рівня — FI, присвоєного Фінляндії відповідно до стандартів ISO 3166-1.

## Геокоди Фінляндії
Геокоди 19-ти областей адміністративно-територіального устрою Фінляндії.
| Геокод | Адміністративна одиниця    | Статус  |
| ------ | -------------------------- | ------- |
| FI-01  | Аландські острови          | область |
| FI-02  | Південна Карелія           | область |
| FI-03  | Південна Пох'янмаа         | область |
| FI-04  | Південна Савонія           | область |
| FI-05  | Кайнуу                     | область |
| FI-06  | Канта-Гяме                 | область |
| FI-07  | Центральна Пох'янмаа       | область |
| FI-08  | Центральна Фінляндія       | область |
| FI-09  | Кюменлааксо                | область |
| FI-10  | Лапландія                  | область |
| FI-11  | Пірканмаа                  | область |
| FI-12  | Пох'янмаа                  | область |
| FI-13  | Північна Карелія           | область |
| FI-14  | Північна Пох'янмаа         | область |
| FI-15  | Північна Савонія           | область |
| FI-16  | Пяйят-Гяме                 | область |
| FI-17  | Сатакунта                  | область |
| FI-18  | Уусімаа                    | область |
| FI-19  | Південно-західна Фінляндія | область |

Аланські острови

Геокоди Аландських островів по стандарту ISO 3166-1.
| Назва             | Код alpha2 | Код alpha3 | Цифровий код | Геокод по ISO 3166-2 | Статус  |
| ----------------- | ---------- | ---------- | ------------ | -------------------- | ------- |
| Аландські острови | AL         | ALA        | 248          | FI-AX                | область |

## Геокоди прикордонних для Фінляндії держав
- Швеція — ISO 3166-2:SE (на заході),
- Норвегія — ISO 3166-2:NO (на півночі),
- Росія — ISO 3166-2:RU (на сході),
- Естонія — ISO 3166-2:EE (на півдні, морський кордон).